# Projekt RSD44
Das Projekt RSD44 (nach dem Typschiff auch als Kapitan-Ruzmankin-Typ bezeichnet) beschreibt einen russischen Binnen- und Küstenmotorschiffstyp.

## Beschreibung
Der Schiffstyp wurde von Marine Engineering Bureau in Odessa entworfen. Zwischen November 2010 und April 2012 wurden auf der Werft Okskaya Shipyard in Nawaschino insgesamt zehn Einheiten für die Wolga-Reederei in Nischni Nowgorod gebaut. Für fünf der gebauten Schiffe wurden Mittschiffssektionen von Nevsky Shipyard in Schlüsselburg zugeliefert. Die Schiffe ersetzten alte Einheiten des Volga-Don- bzw. Volzhskiy-Typs.
Die Schiffe sind für den Einsatz auf den russischen Binnengewässern und in Küstengewässern konzipiert. Sie sind für den Finnischen Meerbusen, das Asowsche Meer, das Schwarze Meer und das Kaspische Meer zugelassen. Die Abmessungen der Schiffe erlauben die Passage des Wolga-Don-Kanals. Sie sind sehr flach gebaut, die Gesamthöhe der Schiffe beträgt ohne Masten nur 8,2 Meter. Um Brücken passieren zu können, können die Masten geklappt werden. Die geringe Höhe der Schiffe erlaubt die Passage der Brücken über die Newa und der Rostow-Eisenbahnbrücke in Rostow am Don, ohne dass diese geöffnet werden müssen. Das Steuerhaus der Schiffe ist im Bugbereich angeordnet. Die Kabinen der Besatzungsmitglieder, Aufenthaltsräume, Lager, Maschinenraum und weitere Räume sind im Heckbereich untergebracht. Dieses Konzept erlaubt den sehr flachen Bau der Schiffe – Steuerhaus und Deckshaus ragen nur wenig über Lukensüll und Lukendeckel hinaus. Der Rumpf der Schiffe ist eisverstärkt.
Die Schiffe verfügen über zwei Laderäume. Die Laderäume werden mit Piggy-Back-Lukendeckeln verschlossen, die mit Hilfe von Winden verfahren werden können. Laderaum 1 ist 37,80 Meter lang, Laderaum 2 ist 49,80 Meter lang. Die Räume sind 13,20 Meter breit und 6,22 Meter hoch. Die Kapazität der Räume beträgt 7.086 m³. Die Schiffe können in den Laderäumen 140 TEU laden.
Die Schiffe werden von zwei Wärtsilä-Dieselmotoren (Typ: 6L20) mit jeweils 1.200 kW Leistung angetrieben. Die Motoren wirken auf zwei Schottel-Ruderpropeller. Die Schiffe erreichen damit eine Geschwindigkeit von 12 kn. Die Schiffe sind mit einem Bugstrahlruder mit 120 kW Leistung ausgerüstet.
Für die Stromerzeugung stehen zwei Generatoren zur Verfügung, die von jeweils einem Volvo-Penta-Dieselmotor (Typ: D9 MG KC) mit 184 kW Leistung angetrieben werden. Weiterhin wurde ein Notgenerator verbaut, der von einem Volvo-Penta-Dieselmotor (Typ: D5AT) mit 62 kW Leistung angetrieben wird.
Die Schiffe werden von acht bis neun Besatzungsmitgliedern gefahren, die in zwei Einzel- und sieben Doppelkabinen untergebracht sind. An Bord ist Platz für insgesamt 16 Besatzungsmitglieder. Die Reichweite der Schiffe beträgt rund 2400 Seemeilen.

## Schiffe
| Projekt RSD44       | Projekt RSD44 | Projekt RSD44                                          |
| Bauname             | IMO-Nummer    | Kiellegung Stapellauf Ablieferung                      |
| ------------------- | ------------- | ------------------------------------------------------ |
| Kapitan Ruzmankin   | 9584358       | 24. Februar 2010 23. November 2010 20. Mai 2011        |
| Kapitan Zagryadtsev | 9584360       | 27. April 2010 12. April 2011 16. Juni 2011            |
| Kapitan Krasnov     | 9584372       | 26. Juni 2010 5. Mai 2011 14. Juli 2011                |
| Kapitan Gudovich    | 9584384       | 26. August 2010 27. Mai 2011 10. August 2011           |
| Kapitan Sergeev     | 9584396       | 29. September 2010 15. Juli 2011 7. September 2011     |
| Kapitan Kadomtsev   | 9584401       | 29. November 2010 16. August 2011 10. Oktober 2011     |
| Kapitan Afanasyev   | 9584413       | 28. Dezember 2010 14. September 2011 10. November 2011 |
| Kapitan Yurov       | 9584425       | 28. Dezember 2010 14. Oktober 2011 18. November 2011   |
| Kapitan Shumilov    | 9584449       | 5. Mai 2011 22. November 2011 29. April 2012           |
| Kapitan Kanatov     | 9584437       | 22. Juni 2011 18. Januar 2012 29. April 2012           |

Die Schiffe fahren unter der Flagge Russlands, Heimathafen ist Sankt Petersburg.
Die Schiffe sind nach Kapitänen der Reederei benannt, die im Zweiten Weltkrieg in der Schlacht von Stalingrad fielen.